# Porcellium frontacutum
Porcellium frontacutum là một loài chân đều trong họ Trachelipodidae. Loài này được Schmallfuss miêu tả khoa học năm 1996.